# Blackstonia acuminata
Blackstonia acuminata is een plantensoort uit de gentiaanfamilie.

## Verspreiding
De plant komt voor in Portugal, Zuid-Spanje, Corsica, Sardinië en enkele streken in zowel Italië en Griekenland. Het komt ook voor in geïsoleerde gebieden van Nederland, Duitsland, Frankrijk, Oostenrijk, en aan de kusten van de Donau in Oost-Europa. Daar is hij voornamelijk bedreigd door de vernietiging van zijn biotoop.
B. acuminata · 
B. grandiflora · 
B. imperfoliata · 
B. perfoliata · 
B. perfoliata subsp. perfoliata (zomerbitterling) · 
B. perfoliata subsp. serotina (herfstbitterling)